# MAB PA-15
MAB PA-15 je bila službena polavtomatska pištola francoske vojske, ki je na tem mestu nadomestila dotedanjo pištolo MAS mle. 1950. Izdelovalo jo je do leta 1990 francosko podjetje Manufacture d'Armes Automatiques de Bayonne (MAB).

## Delovanje in materiali
MAB PA-15 deluje na principu zakasnelega trzanja dvodelne cevi z rotacijo dela, v katerem je ležišče naboja. Pri tem principu tipa Savage ima cev dve bradavici. Tista na spodnjem delu povzroči rotacijo prvega dela cevi, tista na zgornjem pa preko posebnih vzdolžnih, polžasto zavitih utorov v zaklepišču povzroči oddvojenje in rotacijo zadnjega dela cevi z ležiščem naboja, ki se premakne nekaj centimetrov nazaj in izvrže prazen tulec.
Pištola je izdelana iz jekla, obloge ročaja pa so plastične. Na zaklepišču so nameščeni klasični nenastavljivi tritočkovni merki. Pištola deluje samo v načinu enojnega delovanja sprožilca (SAO).
Varovalka je nameščena na levi strani ogrodja, poleg nje pa je na isti strani nameščen tudi vzvod za spuščanje zaklepišča v prednji položaj. Poleg te klasične varovalke kladivca ima pištola vgrajeno tudi varovalko, ki preprečuje delovanje sprožilca, kadar v pištoli ni vstavljen okvir z naboji.